# Reijo Taipale

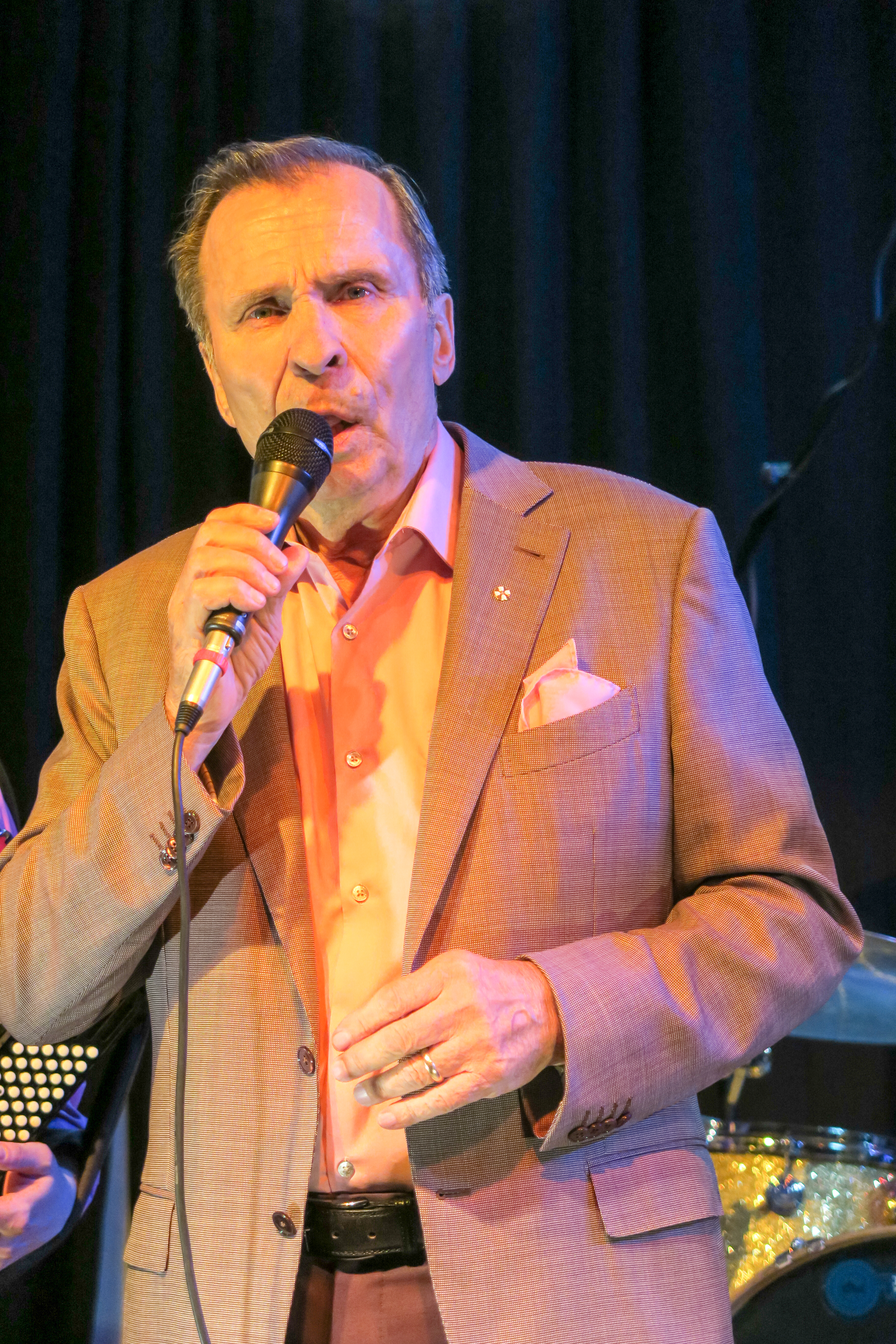
Reijo Taipale

Reijo Toivo Taipale (* 9. März 1940 in Miehikkälä, Finnland; † 26. April 2019 in Helsinki) war ein finnischer Tango- und Schlagersänger.

## Leben und Wirken
Taipale arbeitete zunächst als Lastwagenfahrer und wurde zufällig als Sänger entdeckt. Das Stück Satumaa (Märchenland, komponiert von Unto Mononen) brachte ihm 1962 den Durchbruch. Es belegte 2006 Platz zwei der Wahl des besten finnischen Schlagers aller Zeiten. Für viele galt es aber als „der“ ultimative finnische Tango. Taipale trat bis zuletzt auf und überraschte 2003 mit einem rockigen Schlager. Neben seiner Stimme trug sein bodenständiger Stil, der auf Starallüren verzichtet, zu seiner großen Beliebtheit bei.

## Diskografie

### Alben
- 1966: Reijo
- 1968: Reijo Taipale
- 1970: Ethän minua unhoita
- 1971: Unto Monosen muistolle (Reijo Taipale, Eija Merilä und Esko Rahkonen)
- 1973: Kahden kanssasi
- 1975: Amado mio
- 1975: Reijon taipaleelta
- 1976: Juhlakonsertti
- 1976: Muitoja ja tunteita
- 1977: Angelique
- 1978: Juhlavalssit
- 1979: Unohtumaton ilta
- 1980: Kaipaan sua
- 1981: Olen saanut elää
- 1982: Elämän parketeilla
- 1984: 25 vuotta taipaleella
- 1986: Ruusu joka vuodesta (FI: Gold)[1]
- 1987: Rakkauskirje
- 1987: Kotiseutuni – Muistojen Miehikkälä (Reijo Taipale, Kalevi Korpi und Erkki Pärtty)
- 1989: Virran rannalla (FI: Platin)
- 1990: Tulisuudelma
- 1990: Elämän tanssit
- 1991: Olit täysikuu (FI: Gold)
- 1992: Taas kutsuu Karjala
- 1992: Toivo Kärjen kauneimmat tangot
- 1992: Kulkukoirat (Reijo Taipale und Topi Sorsakoski, FI: Gold)
- 1993: Soita kitara kaipaustani
- 1993: Onnen maa (Lieder aus dem gleichnamigen Film)
- 1994: Unta näin taas (FI: Platin)
- 1994: Natalie (FI: Gold)
- 1994: Suurimmat hitit (FI: Gold)
- 1996: Jaksaa vanhakin tanssia (FI: Gold)
- 1997: Juhlalevy (FI: Gold)
- 1998: Jäi yöstä muisto vain (FI: Gold)
- 2001: Elämän virta
- 2001: 20 suosikkia (FI: Gold)
- 2003: Ihan kuin nuo toiset
- 2006: Sateen hiljainen ääni
- 2008: Muistojen polku
- 2014: Valon lapsi

### Kompilationen (Auswahl)
- 2000: Unohtumattomat – 40 ikivihreää laulua (FI: Platin)
- 2004: Unohtumattomat – 40 ikivihreää laulua 2 (FI: Gold)
- 2009: Tuulet kääntyy pohjoiseen – Kaikki Fonovox-levytykset 1975-1978